# Księżyc (herb szlachecki)
Księżyc – herb szlachecki.

## Opis herbu
W polu błękitnym – nad półksiężycem złotym – trzy gwiazdy sześciopromienne złote. Nad hełmem w koronie – trzy pióra strusie. Labry błękitne podbite złotem.

## Herbowni
Wiecki, Trzebiatowski, Wietecki, Szumliński.